# هيروشي كاواشيما
هيروشي كاواشيما (باليابانية: 川島郭志) مواليد 27 مارس 1970 في توكوشيما، هو ملاكم محترف ياباني. حقق بطولة المجلس العالمي للملاكمة.

## إحصائيات
خاض خلال مسيرته 24 نزالا، فاز في 20 وتعادل في 1 وخسر في 3. فاز بالضربة القاضية في 14 نزالا.

## روابط خارجية
- هيروشي كاواشيما على موقع بوكس ريك (الإنجليزية) (registration required)